# Rhipicephalus duttoni
Rhipicephalus duttoni är en fästingart som beskrevs av Neumann 1907. Rhipicephalus duttoni ingår i släktet Rhipicephalus och familjen hårda fästingar.
Artens utbredningsområde är Angola. Inga underarter finns listade i Catalogue of Life.